# 576
| 576                |
| ------------------ |
| Dødsfald - Fødsler |
|                    |

| Gregoriansk kalender | 576 DLXXVI              |
| Ab urbe condita      | 1329                    |
| Armensk kalender     | 25 ԹՎ ԻԵ                |
| Kinesiske kalender   | 3272 – 3273 乙未 – 丙申 |
| Etiopisk kalender    | 568 – 569               |
| Jødisk kalender      | 4336 – 4337             |
| Hindukalendere       |                         |
| - Vikram Samvat      | 631 – 632               |
| - Shaka Samvat       | 498 – 499               |
| - Kali Yuga          | 3677 – 3678             |
| Iransk kalender      | 46 BP – 45 BP           |
| Islamisk kalender    | 47 BH – 46 BH           |

Se også 576 (tal)